# Roman Slobodjan
Roman Slobodjan (* 1. Januar 1975 in Potsdam) ist ein deutscher Schachspieler.

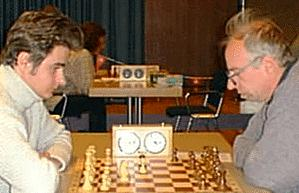
Slobodjan – Hübner, 71. Deutsche Meisterschaft 1999 in Altenkirchen.

Slobodjan erlernte die Schachregeln mit sechs Jahren von seinem Vater. Trainiert wurde er in den 1980er Jahren in einem Schachklub in der ukrainischen Stadt Kolomyja. Er gewann zweimal die deutsche U20-Jugendmeisterschaft (1992 in Augsburg und 1994 in Herborn), ehe er 1995 in Halle Juniorenweltmeister U20 wurde. Im gleichen Jahr landete er bei der deutschen Meisterschaft in Binz/Rügen auf dem geteilten ersten Rang. Außerdem konnte er 1995 in Altensteig das 4. Credis IM-Jugendturnier Altensteig '95 gewinnen.
Im Jahre 1996 verlieh ihm der Weltschachbund FIDE den Titel Großmeister.
Im Jahre 1997 nahm er an der erstmals ausgerichteten KO-Weltmeisterschaft in Groningen teil, bei der er in der ersten Runde Péter Lékó schlug, aber in der zweiten gegen Surab Asmaiparaschwili verlor. 1998 wurde er beim Open von Arco geteilter Erster und gewann 1999 in Berlin (geteilt) und in Lippstadt (geteilt). Bei der Deutschen Einzelmeisterschaft 1999 in Altenkirchen wurde er Vierter. Im Jahre 2000 gewann er das Open von Leutersdorf, 2004 das Premier-Turnier in Havanna.
In der deutschen Schachbundesliga spielte er in der Saison 1996/97 und von 1998 bis 2001 für den USC Magdeburg, in der Saison 2002/03 für die Schachfreunde Neukölln, in der Saison 2006/07 für den SC Bann, in der Saison 2007/08 beim TSV Bindlach und in der Saison 2010/11 für den ESV Nickelhütte Aue. In Frankreich spielte Slobodjan für Bischwiller. Er lebt in Magdeburg.